# Comté de Lauderdale (Tennessee)
Pour les articles homonymes, voir Comté de Lauderdale.
Le comté de Lauderdale est un comté de l'État du Tennessee, aux États-Unis. Son siège est situé à Ripley et sa population était en 2000 de 27 101 habitants.